# Cedar Mills (Minnesota)
Cedar Mills es una ciudad ubicada en el condado de Meeker en el estado estadounidense de Minnesota. En el Censo de 2010 tenía una población de 45 habitantes y una densidad poblacional de 51,4 personas por km².

## Geografía
Cedar Mills se encuentra ubicada en las coordenadas 44°56′36″N 94°31′11″O / 44.94333, -94.51972. Según la Oficina del Censo de los Estados Unidos, Cedar Mills tiene una superficie total de 0.88 km², de la cual 0.88 km² corresponden a tierra firme y (0%) 0 km² es agua.

## Demografía
Según el censo de 2010, había 45 personas residiendo en Cedar Mills. La densidad de población era de 51,4 hab./km². De los 45 habitantes, Cedar Mills estaba compuesto por el 93.33% blancos, el 0% eran afroamericanos, el 0% eran amerindios, el 2.22% eran asiáticos, el 0% eran isleños del Pacífico, el 0% eran de otras razas y el 4.44% pertenecían a dos o más razas. Del total de la población el 0% eran hispanos o latinos de cualquier raza.